# Dolmen de Gurpide Sur
El dolmen de Gurpide Sur, llamado también Urbide y Urpide, es un monumento megalítico funerario ubicado en el concejo de Katadiano, dentro del municipio de Kuartango, perteneciente a la provincia de Álava. En 2011 fue recogido dentro del patrimonio cultural vasco, como bien cultural, dentro de la categoría de conjunto monumental.

## Localización
Se halla a 60 m. a la derecha de la vía férrea Bilbao-Miranda, en el término de Gurpide, de la aldea de Catadiano (Valle de Cuartango, Alava). A su lado pasa el camino carretil (en vasco gurpide significa camino de carros), que va de Catadiano a enlazarse con el que sube de Anda al vecino bosque y colina de Marubay. Más al este de la citada vía pasa el río Bayas y del otro lado de éste la carretera de Izarra a Zuazo de Cuartango. A partir de este último pueblo el itinerario para llegar al dolmen de Gurpide es el siguiente: En carretera hasta Catadiano; aquí se dobla a la izquierda, para atravesar el Bayas por el puente de piedra que conduce a los campos situados a la derecha del río; continúa el camino hacia occidente, hasta cruzar el ferrocarril, y se tuerce a la izquierda, para recorrer aun 200 metros de carretera, hasta el pie del dolmen.

## Historia
Este dolmen fue descubierto por Ricardo Becerro de Bengoa y Sotero Mantelli en el año 1871. Fue excavado por Julián de Apraiz en 1892. A principios del siglo XX por los Padres Paúles de Murgia. En el año 1955 fue excavado por José Miguel de Barandiarán y el profesor y arqueólogo Domingo Fernández de Medrano. En el año 2018, se inició una excavación en este monumento megalítico por Diputación Foral de Álava, y en 2023 finalizó su puesto en valor. En esta fecha se consolidaron las cámaras del los dólmenes de Kuartango para garantizar la estabilidad de las losas y se protegieron y aseguraron las zonas más problemáticas.
En su interior se hallaron los restos óseos de alrededor de 130 personas, tanto adultas como de corta edad. Muchos de los cuerpos se depositaron con la cabeza hacia las losas y el cuerpo hacia el interior de la cámara, y colocados en pisos superpuestos,separados unos de otros por cubiertas.
Los objetos recuperados durante las excavaciones indican que el dolmen fue utilizado durante un largo período de tiempo. Así, destacan útiles en piedra como láminas, raspadores, puntas foliáceas y puntas de flecha con pedúnclulo y aletas; elementos de adorno como cuentas de collar en hueso y azabache, o tres colgantes hechos a partir de colmillos de jabalí. Además, se hallaron varios fragmentos de cerámica y un punzón de cobre.

## Descripción
La cámara dolménica es fácilmente visible ya que ha sido excavada, no solo su interior sino también el túmulo que debió cubrirle por su flanco sur, dejando las lajas de este cierre sin sujeción ni protección alguna. Resultado de ello, estas losas han desaparecido. Se conservan hoy in situ 7 ortostatos que definen un sepulcro de galería cubierta, tal y como lo define J. M.ª Apellaniz, aunque presentan diferencia de altura los ortostatos de lo que se ha denominado cámara y antecámara. Las dimensiones de la cámara, al interior son de 3,20 m x 2,75 m y 2,10 m de altura.
En cuanto a la antecámara, dos losas marcan claramente su arranque, delimitando un paso de 0,85 m. La altura de este pasillo sería de 1,23 m y su longitud de 1,50 m. El túmulo, que en origen debió ocultar este monumento, todavía se mantiene en la mitad sur, presentando excelentes dimensiones. En el eje más largo (NW-SE) mide unos 21,70 m y su altura supera los 2 m.